# Jolán
Jolán ist ein weiblicher Vorname im ungarischen Sprachraum. Er ist eine Neuschöpfung des Schriftstellers András Dugonics, der sich dabei an den mittelalterlichen ungarischen Namen „Jóleán“ (braves Mädchen) anlehnte.

## Namenstage
In Ungarn gibt es folgende Namenstage für diesen Namen:
- 15. Juni
- 18. November
- 20. November

## Bekannte Namensträgerinnen
- Jolán Földes (1902–1963), ungarische Schriftstellerin
- Jolán Kleiber-Kontsek (1939–2022), ungarische Leichtathletin